# سماء الليل (مسلسل)
سماء الليل (بالإنجليزية: Night Sky )‏ هو مسلسل خيال علمي دراما أمريكي من بطولة سيسي سبيسك وجي كي سيمونز. صدر المسلسل على منصة أمازون برايم فيديو في 20 مايو 2022.

## روابط خارجية
سماء الليل (مسلسل) على موقع IMDb (الإنجليزية)
- سماء الليل (مسلسل) على موقع ميتاكريتيك (الإنجليزية)
- سماء الليل (مسلسل) على موقع روتن توميتوز (الإنجليزية)
- سماء الليل (مسلسل) على موقع فيلمافينيتي (الإسبانية)
- سماء الليل (مسلسل) على موقع كينوبويسك (الروسية)
- سماء الليل (مسلسل) على موقع ألو سيني (الفرنسية)
- سماء الليل (مسلسل) على موقع قاعدة بيانات الفيلم (الإنجليزية)